# Maurice Ashley
Pour les articles homonymes, voir Ashley.
Maurice Gordon Ashley, dit Maurice Ashley (né le 6 mars 1966 à Saint Andrew, Jamaïque) est un joueur d'échecs américain d'origine jamaïcaine. Il devient en 1999 le premier grand maître international noir de l'histoire du jeu d'échecs. 
Il est principalement connu pour son rôle de commentateur

## Biographie

### Jeunesse
Il naît en 1966 dans la paroisse de Saint Andrew à l'est de la Jamaïque, puis étudie à la Wolmer's Boys School à Kingston, avant de déménager aux États-Unis à l'âge de 12 ans. Dans un entretien avec le maître international danois Kassa Korley pour le site Chess.com, il raconte comment il a découvert le jeu d'échecs. Les enfants avaient l'habitude de jouer à des jeux de société après l'école, et c'est à cette occasion que son frère rapporte à la maison un jeu d'échecs, et qu'il apprend rapidement à jouer, avant d'oublier l'existence du jeu jusqu'à son arrivée aux États-Unis.

## Ouvrage publié
- Maurice Ashley (trad. de l'anglais), La Diagonale du succès [« Chess for Success »], Montpellier, Olibris, 2008, 236 p. (ISBN 978-2-916340-23-4), préface de Will Smith[3]